# Luis Oliva
Pour les articles homonymes, voir Oliva.
Luis Oliva (né le 21 juin 1908 à La Paz - mort le 30 juin 2009 à Córdoba) est un athlète argentin spécialiste du fond. 

## Biographie
Les aptitudes de Luis Oliva à la course à pied sont détectées durant son service militaire.
En 1931, il remporte le 3000 m aux Championnats d'Amérique du Sud. L'année suivante, il participe aux Jeux olympiques de Los Angeles sur 3000 m steeple, mais il est éliminé dès les séries.
En 1933, lors de Championnats d'Amérique du Sud, il remporte l'or sur 3000 m et l'argent sur 5000 m.
À Berlin, en 1936, il participe à ses deuxièmes Jeux olympiques, sur marathon cette fois. Bien que s'étant préparé aux côtés de Juan Carlos Zabala, champion olympique du marathon en 1932, Oliva abandonne au 23e kilomètre. Au cours des Jeux, il recevra d'Adolf Hitler un album sur les Jeux, et il apparaîtra dans le film documentaire Les Dieux du stade réalisé par Leni Riefenstahl.
Après sa carrière d'athlète, Luis Oliva devient professeur d'éducation physique en Argentine. Il meurt le 30 juin 2009, quelques jours après son 101e anniversaire.

### Palmarès
| Date | Compétition                    | Lieu         | Résultat | Épreuve |
| ---- | ------------------------------ | ------------ | -------- | ------- |
| 1931 | Championnats d'Amérique du Sud | Buenos Aires | 1er      | 3 000 m |
| 1933 | Championnats d'Amérique du Sud | Montevideo   | 1er      | 3 000 m |
| 1933 | Championnats d'Amérique du Sud | Montevideo   | 2e       | 5 000 m |